# Vincent Novello
Vincent Novello (ur. 6 września 1781 w Londynie, zm. 9 sierpnia 1861 w Nicei) – brytyjski organista, dyrygent, kompozytor i wydawca muzyczny pochodzenia włoskiego.

## Życiorys
W dzieciństwie był chórzystą w kaplicy poselstwa sardyńskiego w Londynie. Uczył się gry na organach u Samuela Webbego. W latach 1797–1822 pełnił funkcję organisty w kaplicy poselstwa portugalskiego w Londynie. W 1812 roku został pianistą Opery Włoskiej, był też jednym ze współzałożycieli Philharmonic Society of London (1813), którego koncertami dyrygował. Współpracował jako dyrygent i akompaniator z wieloma artystami, m.in. Angelicą Catalani. Był współprojektantem oddanych do użytku w 1834 roku organów w Birmingham Town Hall. Od 1840 do 1843 roku pełnił funkcję organisty w katolickim kościele St Mary Moorfields. W 1848 roku osiadł na stałe w Nicei.
Działał na rzecz upowszechnienia w Anglii muzyki włoskiej i niemieckiej, wykonywał dzieła sakralne Haydna i Mozarta. W 1811 roku założył działającą w Londynie firmę wydawniczą, wydającą dzieła o charakterze użytkowym, głównie utwory religijne. Opublikował zbiory muzyki dawnej, m.in. Fitzwilliam Music (1825) i Purcell’s Sacred Music (5 tomów, 1826–1829). W 1829 roku zorganizował zbiórkę na rzecz wdowy po Mozarcie, Konstancji, którą odwiedził w Salzburgu. Dziennik jego podróży ukazał się w 1955 roku pt. A Mozart Pilgrimage.
Jego córką była Clara Novello.